# Harpullia myrmecophila
Harpullia myrmecophila är en kinesträdsväxtart som beskrevs av Merrill & Perry. Harpullia myrmecophila ingår i släktet Harpullia och familjen kinesträdsväxter. Inga underarter finns listade i Catalogue of Life.